# Nguyễn Quốc Khánh (trung tướng)
Nguyễn Quốc Khánh (sinh 1956) là một sĩ quan cấp cao trong Quân đội nhân dân Việt Nam, hàm Trung tướng, học vị Tiến sĩ, nguyên là Phó Tổng Tham mưu trưởng Quân đội nhân dân Việt Nam (2009-2016), Phó Chủ tịch Phân ban hợp tác Việt-Nga.

## Thân thế sự nghiệp
Ông sinh năm 1956 tại xã Yên Quang, huyện Ý Yên, tỉnh Nam Định
Năm 1996, ông được bổ nhiệm giữ chức Phó Cục trưởng Cục Kỹ thuật, Quân khu 1
Năm 1998, ông được bổ nhiệm giữ chức Sư đoàn trưởng Sư đoàn 3, Quân khu 1
Năm 2000, ông được bổ nhiệm giữ chức Phó Tư lệnh kiêm Tham mưu trưởng Quân đoàn 1
Năm 2004, ông được bổ nhiệm giữ chức Tư lệnh Quân đoàn 1, Phó Bí thư Đảng ủy Quân đoàn.
Tháng 6 năm 2005, ông được bổ nhiệm giữ chức Phó Tư lệnh kiêm Tham mưu trưởng Quân khu 1, Ủy viên Thường vụ Đảng ủy Quân khu.
Tháng 3 năm 2007, ông được bổ nhiệm giữ chức Hiệu trưởng Trường Sĩ quan Lục quân 1, Phó Bí thư Đảng ủy Nhà trường.
Tháng 5 năm 2009, ông được bổ nhiệm giữ chức Phó Tổng Tham mưu trưởng Quân đội nhân dân Việt Nam, Ủy viên Thường vụ Đảng ủy Bộ Tổng Tham mưu-Cơ quan Bộ Quốc phòng.
Năm 2016, ông nghỉ hưu.
Thiếu tướng (2004), Trung tướng (2008)